# Deniz Tanyeli
Deniz Tanyeli (nom de scène d'Efeminya Özmavridis, née en 1939 à Istanbul, morte le 13 octobre 2016 à Istanbul) est une actrice turque d'origine grecque.

## Biographie
Elle commence sa carrière dès l'âge de 13 ans en interprétant des rôles secondaires dans les films de Muharrem Gürses, et réalise l'essentiel de sa carrière avant ses 17 ans en 1958. Elle est connue principalement pour ses rôles dans Yaşlı Gözler (1955), Izdırap Şarkısı (1955), Yollarımız Ayrılıyor (1954), İntikam Alevi (1956), Kalbimin Şarkısı (1956) et Berduş (1957).
Elle meurt le 13 octobre 2016 à Istanbul d'un cancer du poumon à  l'âge de 77 ans. Grecque, elle est inhumée dans le cimetière orthodoxe Aya Lefter dans le quartier de Kurtuluş à Şişli.

## Filmographie
- 1952 Yanık Ömer
- 1954 Canlı karagöz
- 1954 Saban-Karamanin koyunu
- 1954 Yollarımız ayrılıyor
- 1955 Babaların günahi
- 1955 Curcuna
- 1955 Evlat Katili
- 1955 Gülmeyen yüzler
- 1955 Meçhul kadin (Niça / Aynur)
- 1955 Izdırap Şarkısı
- 1955 Yaslı gözler
- 1955 Yörük Ali
- 1956 Ana Hasreti
- 1956 İntikam Alevi
- 1956 Kalbimin Şarkısı (Nevin)
- 1956 Yayla güzeli Gül Ayse (Gül Ayse)
- 1956 Yedi köyün Zeynebi (Zeynep)
- 1956 Öldürdügüm sevgili
- 1956 Üç yetimin izdirabi
- 1957 Berduş